# 凱沙布爾烏帕齊拉
凱沙布布爾乌帕齐拉是孟加拉国傑索爾縣的一个乌帕齐拉，位於庫爾納专区的傑索爾縣。。

## 人口
據1991年孟加拉國人口普查，凱沙布布爾共有戶數37,513戶，人口200229人。其中男性佔比51.16%，女性佔比48.84%；成年人口103,794人。該地7歲以上人口之平均識字率為27.5%，低於全國平均值（32.4%）。